# Joan Ardit Vélez
Joan Ardit Vélez o Joan Carles Ardit Vélez (Deltebre, Baix Ebre, 5 d'agost de 1990) és un piragüista català.
Format i competint amb l'Associació Esportiva Xino-Xano de Deltebre, i també amb el Kayak Tudense, el 2008 aconseguia la medalla d'or en la prova de 1.000 metres en C-4 en el Campionat d'Europa júnior d'aigües tranquil·les de Szeged, a Hongria, i també la medalla de plata en la prova de 500 metres. Aquell mateix any també guanyà el Campionat d'Espanya júnior en les proves de 500 i 1.000 metres en classe C-2. Aquestes actuacions van suposar que l'Ajuntament de Deltebre organitzés un acte de reconeixement al seu saló de Plens per tal d'homenatjar al piragüista de Deltebre. A l'any següent, aconseguia el quart lloc en la prova de 200 metres de la classe C-4 en el Campionat del Món de Halifax, al Canadà. i el 2009 fou segon en el Campionat d'Espanya de pista en classe C-1, i també segon el mateix any en la classe C-2 conjuntament amb Víctor Javier Rodríguez. L'any 2010 aconseguia la medalla de bronze en la prova de 200 i 500 metres en classe C-4 en el Campionat d'Espanya. El 2013 participa en el Campionat d'Europa de Piragüisme en Pista Sub23 i Júnior, celebrat a Poznań, a Polònia, competint amb el Club Kayak Tudense, al costat d'Óscar Carrera Amandi, Rubén Millán Rodríguez i Andrea Porteiro Ocampo, actuació que els va valdre la recepció oficial al Saló de Plens del Concello de Tui, a Galícia. Amb la seva actuació aconseguiren la medalla de plata i de bronze en les proves de K2 i K4.